# Вицепрезидент на Боливия
Това е списък на вицепрезидентите на Боливия от 1966 година до съвремието.

## Списък на вицепрезидентите на Боливия
1. Луис Адолфо Силес Салинас (1966 – 1969 г.)
2. Хайме Пас Самора (1982 – 1984 г.)
3. Хулио Гарет Айлън (1985 – 1989 г.)
4. Луис Осио (1989 – 1993 г.)
5. Виктор Хюго Карденас (1993 – 1997 г.)
6. Хорхе Кирога Рамирес (1997 – 2001 г.)
7. Карлос Меса (2002 – 2003 г.)
8. Гарсия Линера (2006 – 2020)
9. Давид Чокеуанка (2020 - днес)